# Brandon Thomas (basketballspiller)
 For alternative betydninger, se Brandon Thomas (flertydig). (Se også artikler, som begynder med Brandon Thomas)
Brandon Thomas (født 17. august 1984) var årets spiller i dansk basketball i sæsonen 2007/2008, hvor han spillede for Team FOG Næstved. Hertil var han blevet hentet af Næstveds daværende træner Howard Frankel, som har en fortid som scout i NBA.
Næstved levede dog ikke op til forventningerne i denne sæson, Frankel blev fyret og Brandon Thomas valgte ikke at forlænge sin kontrakt med sydsjællenderne.
I sæsonen 2008/2009 spillede han i østrigsk basketball.
| Basketballspiller | Spire Denne biografi om en basketballspiller er en spire som bør udbygges. Du er velkommen til at hjælpe Wikipedia ved at udvide den. |